# Литултовице
Литултовице (чеш. Litultovice) је насељено мјесто са административним статусом варошице (чеш. městys) у округу Опава, у Моравско-Шлеском крају, Чешка Република.

## Становништво
Према подацима о броју становника из 2014. године насеље је имало 897 становника.